# Iranaphias
Iranaphias  (лат.) — род тлей из подсемейства Aphidinae. Эндемик Ирана.

## Описание
Мелкие насекомые, длина 1,0—1,4 мм.
Ассоциированы с растениями Galium sp. в Иране (Izadbar) на высоте 2600 м. Близки к тлям рода Hydaphias
.
- Iranaphias dehbani Remaudière, G. & Davatchi, 1959